# Velika simbolička loža Njemačke
Velika simbolička loža Njemačke (njem. Symbolische Großloge von Deutschland), skraćeno SGLvD, bila je jedna od regularnih slobodnozidarskih velikih loža koje su djelovale u Njemačkoj (Njemačko Carstvo i Weimarska Republika) do 1935. godine. 
Velika simbolička loža je osnovana 1907. godine u Berlinu kao odgovor na potrebu za slobodnim zidarstvom koje bi se temeljilo na liberalnijim, humanističkim i međunarodno orijentiranim načelima. Za razliku od tada dominantnih njemačkih velikih loža koje su bile pod snažnim utjecajem kršćanstva i nacionalnog identiteta, ova je loža nastojala uvesti otvoreniji i univerzalniji pristup slobodnom zidarstvu.
Velika simbolička loža preuzela je rituale i strukturu Velikog orijenta Francuske, s naglaskom na jednakost, slobodu mišljenja i svjetovni karakter. Nije se vezivala uz određenu religiju te je dopuštala članstvo neovisno o vjerskoj pripadnosti, što je bilo neuobičajeno u tadašnjem njemačkom masonskom okruženju.
Tijekom razdoblja Weimarske Republike ova loža bila je vrlo aktivna i imala je velik utjecaj na međunarodnu suradnju unutar slobodnog zidarstva kroz Međunarodnu masonsku asocijaciju. Ipak, nakon dolaska nacista na vlast 1933. godine, bila je prisiljena obustaviti svoj rad, a mnogi njezini članovi bili su progonjeni.
Jedan od najvažnijih trenutaka u povijesti Velike simboličke lože dogodio se kada je Leo Müffelmann, tadašnji veliki majstor, uspio spasiti "svjetlo lože" tako što ga je 1933. prenio iz Njemačke u Jeruzalem. Time je sačuvao kontinuitet simboličkog slobodnog zidarstva i duh tolerancije i univerzalnosti koji je loža zagovarala.
Nakon Drugog svjetskog rata, Velika simbolička loža nije ponovno uspostavljena kao samostalna organizacija. No, njezina ideja i nasljeđe nastavili su živjeti kroz četiri preostale lože koje su se 1949. uključile u osnivanje Ujedinjene velike lože Njemačke.